# Điện Phong
Điện Phong is een xã in het district Điện Bàn, een van de districten in de Vietnamese provincie Quảng Nam.
De Thu Bồn en de Bà Rén stromen door Điện Phong. Điện Phong heeft ruim 10.000 inwoners op een oppervlakte van 11,79 km².